# (5392) Parker
(5392) Parker est un astéroïde de la ceinture principale aréocroiseur.

## Description
(5392) Parker est un astéroïde aréocroiseur. Il présente une orbite caractérisée par un demi-grand axe de 2,35 UA, une excentricité de 0,34 et une inclinaison de 22,1° par rapport à l'écliptique.

## Compléments